# Eric P. Rubenstein
Eric P. Rubenstein (1964 o 1965) è un astronomo statunitense.
Il Minor Planet Center lo accredita per la scoperta dell'asteroide 47171 Lempo, effettuata il 1º ottobre 1999, in collaborazione con Louis-Gregory Strolger.
Dopo il dottorato, ottenuto all'Università Yale, ha lavorato come ricercatore all'osservatorio di Cerro Tololo e allo Smith College. Nel 2002 ha interrotto la carriera accademica per avviare una propria impresa.